# Unifertrans
Unicom Tranzit este o companie de transport feroviar de marfă din România.
Firma face parte din Unicom Holding, grup de firme înființat în 1993 de Constantin Iavorski, om de afaceri și fost ministru al energiei în guvernul de la Chișinău.
Cifra de afaceri:
- 2008: 32 milioane euro[2]
- 2007: 31 milioane euro[3]